# Charlie Brown (basket-ball)
Pour les articles ayant des titres homophones, voir Charlie Brown (homonymie) et Brown.
Charles Brown Jr., né le 2 février 1997 à Philadelphie en Pennsylvanie, est un joueur américain de basket-ball. Il évolue aux postes d'arrière et d'ailier.

## Biographie

### Carrière universitaire
Entre 2016 et 2019, il joue pour les Hawks à l'université Saint-Joseph de Philadelphie.

### Carrière professionnelle

#### Hawks d'Atlanta (2019-2020)
Le 1er juillet 2019, il signe un contrat two-way en faveur des Hawks d'Atlanta.

#### Thunder d'Oklahoma City (avril - septembre 2021)
En avril 2021, il signe un contrat de 10 jours en faveur du Thunder d'Oklahoma City. Il est coupé fin septembre 2021.

#### Mavericks de Dallas (2021)
Le 21 décembre 2021, il signe un contrat de 10 jours en faveur des Mavericks de Dallas.

#### 76ers de Philadelphie (2022)
Le 3 janvier 2022, il signe le même contrat, cette fois-ci avec les 76ers de Philadelphie. Le 11 janvier 2022, il signe un contrat two-way.

#### Knicks de New York (2023-2024)
En octobre 2023, il signe un contrat two-way avec les Knicks de New York.

## Statistiques

### Universitaires
| Saison    | Équipe       | Matchs | Titul. | Min./m | % Tir | % 3pts | % LF | Rbds/m. | Pass/m. | Int/m. | Ctr/m. | Pts/m. |
| --------- | ------------ | ------ | ------ | ------ | ----- | ------ | ---- | ------- | ------- | ------ | ------ | ------ |
| 2016-2017 | Saint-Joseph | 31     | 30     | 34,2   | 37,5  | 38,4   | 81,9 | 5,00    | 1,06    | 0,77   | 0,68   | 12,81  |
| 2018-2019 | Saint-Joseph | 32     | 31     | 35,6   | 43,0  | 35,6   | 84,5 | 6,16    | 1,50    | 1,06   | 0,78   | 19,03  |
| Total     | Total        | 63     | 61     | 34,9   | 40,7  | 37,0   | 83,6 | 5,59    | 1,29    | 0,92   | 0,73   | 15,97  |

### Professionnelles

#### Saison régulière
| Saison    | Équipe  | Matchs | Titul. | Min./m | % Tir | % 3pts | % LF  | Rbds/m. | Pass/m. | Int/m. | Ctr/m. | Pts/m. |
| --------- | ------- | ------ | ------ | ------ | ----- | ------ | ----- | ------- | ------- | ------ | ------ | ------ |
| 2019-2020 | Atlanta | 10     | 0      | 4,0    | 31,6  | 33,3   | 100,0 | 0,40    | 0,20    | 0,20   | 0,20   | 2,00   |
| Total     | Total   | 10     | 0      | 4,0    | 31,6  | 33,3   | 100,0 | 0,40    | 0,20    | 0,20   | 0,20   | 2,00   |

Mise à jour le 12 mars 2020

## Records sur une rencontre en NBA
Les records personnels de Charlie Brown en NBA sont les suivants, :
| Type de statistique        | Saison régulière | Saison régulière        | Saison régulière |
| Type de statistique        | Record           | Adversaire              | Date             |
| -------------------------- | ---------------- | ----------------------- | ---------------- |
| Points                     | 8                | Pacers de l'Indiana     | 1er mai 2021     |
| Paniers marqués            | 3                | 3 fois                  | 3 fois           |
| Paniers tentés             | 10               | 2 fois                  | 2 fois           |
| Paniers à 3 points réussis | 2                | Pacers de l'Indiana     | 1er mai 2021     |
| Paniers à 3 points tentés  | 6                | Pacers de l'Indiana     | 1er mai 2021     |
| Lancers francs réussis     | 4                | Jazz de l'Utah          | 14 mai 2021      |
| Lancers francs tentés      | 4                | 2 fois                  | 2 fois           |
| Rebonds offensifs          | 4                | 2 fois                  | 2 fois           |
| Rebonds défensifs          | 5                | @ Wizards de Washington | 17 janvier 2022  |
| Rebonds totaux             | 9                | @ Wizards de Washington | 17 janvier 2022  |
| Passes décisives           | 2                | 5 fois                  | 5 fois           |
| Interceptions              | 2                | 6 fois                  | 6 fois           |
| Contres                    | 1                | 8 fois                  | 8 fois           |
| Balles perdues             | 3                | Pacers de l'Indiana     | 1er mai 2021     |
| Minutes jouées             | 31               | Clippers de Los Angeles | 16 mai 2021      |

- Double-double : 0
- Triple-double : 0

Dernière mise à jour : 16 août 2022